# 岩橋清美
岩橋 清美（いわはし きよみ、1965年 - ）は、日本の歴史学者。國學院大學文学部教授。博士（史学）（中央大学・論文博士・2003年）。専門分野は日本近世史。東京都出身。

## 来歴
1988年に中央大学文学部を卒業。
1996年に法政大学大学院人文科学研究科博士課程を単位取得退学。
2003年、「近世日本の歴史環境と地域社会」により、中央大学より博士（史学）学位を取得。
東京都公文書館史料編さん係専門員、国文学研究資料館古典籍共同研究事業センター特任准教授、江戸東京博物館専門研究員、神奈川大学日本常民文化研究所客員研究員、國學院大學・千葉経済大学・中央大学・法政大学の各非常勤講師などを経て、2021年から國學院大學文学部准教授。2023年から同教授。
日本風俗史学会理事、交通史学会運営委員、中央史学会評議員などの役職を務める。

## 著書
- 『近世日本の歴史意識と情報空間』（単著、名著出版、2010年）
- 『多摩の近世・近代史』（共著、中央大学出版部、2012年）
- 『都史紀要41　明治期東京府の文書管理』（単著、東京都、2013年）
- 『オーロラの日本史―古典籍・古文書にみる記録―』（共著、平凡社、2019年）
- 『小金井市史』通史編（共著、小金井市、2019年）
- 『幕末期の八王子千人同心と長州征討』（共著、岩田書院、2019年）
- 『新狛江市史』（共著、狛江市、2021年）